# Eugeni Rodríguez i Giménez
Eugeni Rodríguez i Giménez   (l'Hospitalet de Llobregat, 28 de febrer de 1965) és un funcionari de correus i activista català, conegut per la defensa dels drets del col·lectiu LGBT. És portaveu del Front d'Alliberament Gai de Catalunya des de 1985 i president de l'Observatori Contra l'LGTBI-fòbia, una entitat creada el 2008 per denunciar les agressions homòfobes i donar suport a les víctimes.

## Trajectòria
Fill de pares immigrants (Andalusia i Aragó) que arribaren a Barcelona a finals dels anys 1950. L'any 1978 prengué consciència de la seva homosexualitat i milità en diferents moviments socials. Va viure al barri de Sant Josep fins que el 1986 es va traslladar a Barcelona, on resideix actualment. L'any 1984 es declarà objector de consciència al servei militar quan encara no existia la llei que la regulava, i fou amnistiat l'any 1988. Com a objector milità amb el Moviment d'Objecció de Consciència (MOC) i impulsà la Coordinadora Antimilitarista MILI KK. Posteriorment va militar en diferents organitzacions entre les quals destaquen el Col·lectiu Per La Pau i Desarmament i la Lliga Comunista Revolucionària.
Com a activista pel col·lectiu LGBT, ha participat en la denúncia de diferents casos d'homofòbia, com ara l'assassinat de Sònia Rescalvo Zafra, o el cas de Juan Andrés Benítez. L'any 1991 formà part de l'organització de la conferència de la ILGA que se celebrà a Barcelona. A nivell internacional ha sigut observador en la investigació de l'atemptat a la discoteca gai Divine de Valparaíso, on una vintena d’homes hi van perdre la vida i la l'estat mai no ho va voler reconèixer com un atemptat homòfob, i ha col·laborat amb el Movimiento de Integración y Liberación Homosexual de la mà d'activistes com Víctor Hugo Robles.
En els seus escrits ha criticat la comercialització del moviment LGTB i les implicacions dels marcs legals alhora d'evitar la discriminació per orientació sexual i identitat de gènere, i ha denunciat diferents casos d'homofòbia o transfòbia. Va participar en l'elaboració de la Llei per a garantir els drets de lesbianes, gais, bisexuals, transgèneres i intersexuals i per a erradicar l'homofòbia, la bifòbia i la transfòbia, compareixent en la sessió número 4 com a portaveu de l'Observatori contra l'Homofòbia i presentant la memòria del 2011-12. Apareix freqüentment com a portaveu del col·lectiu LGBT a diversos mitjans de comunicació

## Obres
- El orgullo es nuestro. Movimientos de liberación sexual en el Estado español dins del llibre de Laura Corcuera (2012) (capítol).[13]
- Dels drets a les llibertats. Una història política de l'alliberament GLT a Catalunya (FAGC 1986-2006), (coord. amb Joan Pujol).[14] El llibre va ser inclòs al «Vocabulari terminològic LGBT» del TERMCAT.[15]

## Premis
- 2019, Premios-T. Atorgat per l'Associació de Transsexuals d'Andalusia com a promotor del primer observatori contra l'LGTBI-fòbia i com a impulsor de la llei LGTBI catalana.[16]